# Markus Baur
Markus Baur (* 22. Januar 1971 in Meersburg) ist ein ehemaliger deutscher Handballspieler und seit Juli 2007 Handballtrainer (zunächst als Spielertrainer) und Fernsehexperte. Der zweifache Handballer des Jahres (2000 und 2002) spielte auf der Position Rückraum Mitte.

## Karriere

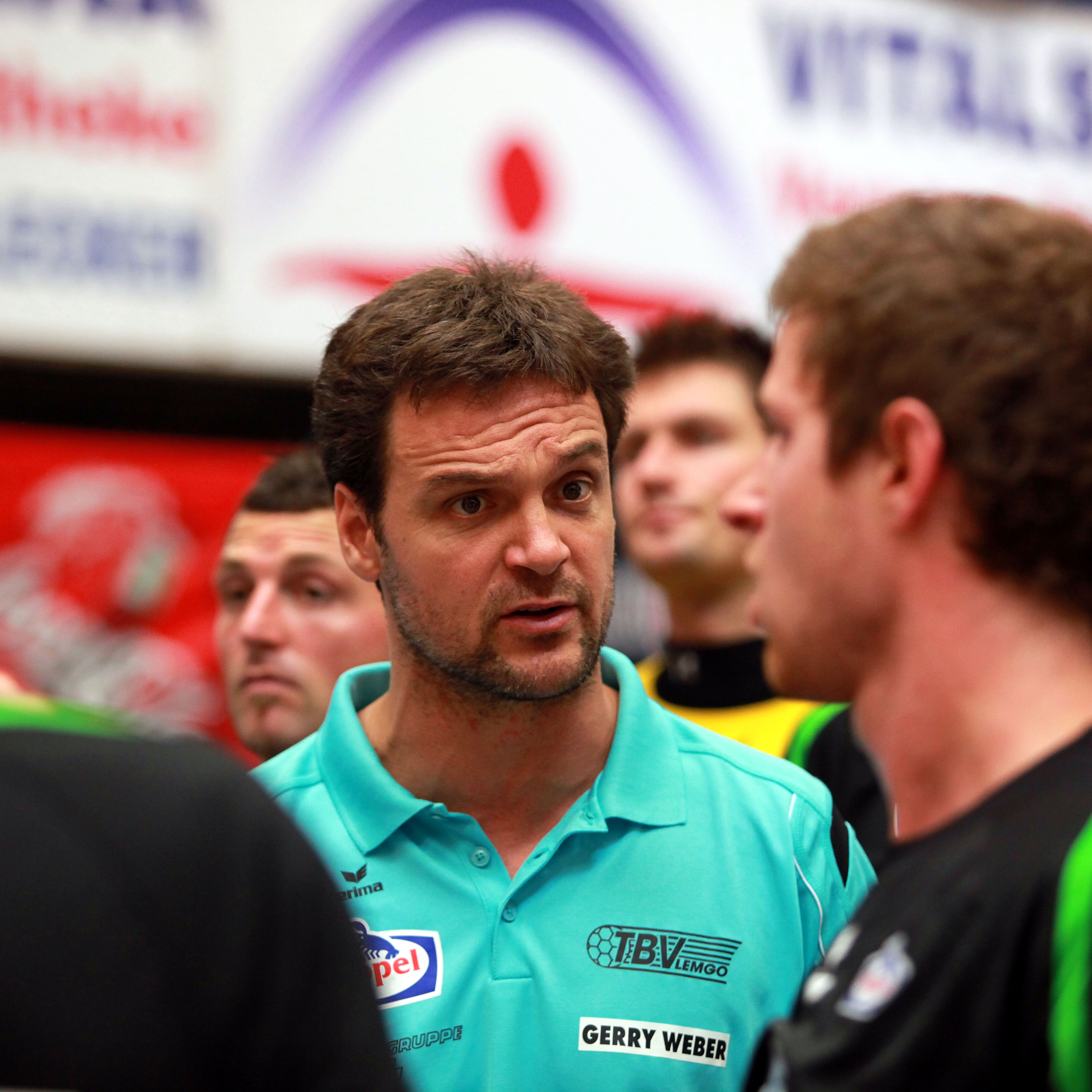
Markus Baur als Trainer des TBV Lemgo, wenige Wochen vor seiner Entlassung.

Baur war seit 1994 deutscher Handballnationalspieler. Sein Länderspieldebüt hatte er am 4. August 1994 in Balingen gegen die marokkanische Nationalmannschaft. Seinen größten Erfolg feierte er bei der Weltmeisterschaft 2007, als er mit der deutschen Mannschaft Weltmeister im eigenen Land wurde. Für diesen Triumph wurde er mit dem Silbernen Lorbeerblatt ausgezeichnet. Zudem gewann er mit der deutschen Handballnationalmannschaft im Jahr 2004 die Europameisterschaft in Slowenien. In 228 Länderspielen gelangen ihm 712 Tore, davon 356 Siebenmeter für die deutsche Auswahl.
1993 debütierte Baur in der Handball-Bundesliga für die SG Wallau/Massenheim, bei der er bis 1997 blieb. Anschließend spielte er eine Saison (1997/98) für den TV Niederwürzbach. 1998 wechselte er zur HSG Wetzlar, wo er bis 2001 blieb. In dieser Zeit entwickelte er sich unter Trainer Velimir Petković in Wetzlar zum Führungsspieler und zu einem der weltbesten Spielmacher (2000 erste Auszeichnung zum Handballer des Jahres).
Zwischen 2001 und 2007 spielte Baur beim TBV Lemgo, mit dem er 2003 Deutscher Meister wurde. Im Jahr 2006 gewann er mit dem TBV Lemgo den Europapokal im EHF Cup im Finale gegen Frisch Auf Göppingen. Im März 2007 wurde bekannt, dass Markus Baur zur Saison 2007/08 zu Pfadi Winterthur wechselt. Er sollte dort die folgenden drei Jahre als Spielertrainer tätig sein, doch Ende Oktober 2007 gelang es dem TBV Lemgo, Baur ab Januar 2008 als Trainer zu verpflichten. Trotz seiner Trainertätigkeit im Verein spielte er weiterhin in der deutschen Nationalmannschaft. Für die Olympischen Spiele in Peking sagte er jedoch seine Teilnahme im Mai 2008 ab.
Am 7. Januar 2009 fand in der Porsche-Arena Stuttgart Baurs Abschiedsspiel statt. Ein von ihm zusammengestelltes All-Star-Team trat gegen die deutsche Nationalmannschaft an. Baur wurde mit Standing Ovations von 6.800 Zuschauern in den Spieler-Ruhestand verabschiedet.
Nach der verpassten Qualifikation zur Champions League 2009 wurde er am 9. September 2009 als Trainer in Lemgo entlassen. Er war dann ab dem 2. Dezember 2010 Cheftrainer des ostwestfälischen Handball-Bundesligisten TuS Nettelstedt-Lübbecke. Am 28. Dezember 2011 teilte der Verein mit, dass Baur seinen am Saisonende 2011/12 auslaufenden Vertrag nicht verlängert. Die Entscheidung habe ausschließlich private Gründe, bestätigte Baur in einem Radio-Westfalica-Interview.
Vom 1. Juli 2012 bis zur U-20-Europameisterschaft 2016 war Markus Baur Junioren-Nationaltrainer beim DHB. Bei der U-20-EM 2016 wurde er mit seiner Mannschaft Vizeeuropameister. Zusätzlich trainierte er von Juli 2013 bis Dezember 2015 die Kadetten Schaffhausen. Unter seiner Führung gewann Schaffhausen 2014 und 2015 die Schweizer Meisterschaft sowie 2014 den SHV-Cup.
Mit Beginn der Saison 2016/17 wurde Baur Trainer des Erstligisten TVB 1898 Stuttgart. Am 18. Februar 2018 gab der abstiegsbedrohte Verein bekannt, dass er sich nach zehn Spielen ohne Punktgewinn von Baur getrennt hat.
Am 30. November 2022 übernahm Baur das Traineramt von Hartmut Mayerhoffer beim Bundesligisten Frisch Auf Göppingen. Nach der Saison 2023/24 endete seine Tätigkeit bei Frisch Auf Göppingen. Ab der Saison 2025/26 wird er bei der HG Saarlouis als Sportdirektor tätig sein.

## Sonstiges
Markus Baur ist verheiratet mit seiner Frau Marion, hat eine Tochter und zwei Söhne und lebt in Mimmenhausen, einem Teilort von Salem. Sein Sohn Mika (Jahrgang 2004) ist Fußballspieler und wurde mehrfach für deutsche Jugendnationalmannschaften nominiert, sein zweiter Sohn spielt ebenfalls in der Jugend des SC Freiburg. Seine Tochter Chiara (* 1999) spielt wie Vater Markus Handball, aktuell für den Verein HC Schmiden/Oeffingen (Stand 2023), nach Stationen beim FSG Waiblingen/Korb, TV Nellingen, TuS Steißlingen und dem SV Allensbach.
Für RTL war Markus Baur bei den TV-Übertragungen der WM 2009 als Kommentator und Experte im Einsatz. Seit dem Herbst 2010 war Baur als Experte für den Sportsender Sport1 tätig, zuletzt für das ZDF.

## Sportliche Erfolge
als Spieler
- EM-Dritter 1998
- Olympiafünfter 2000

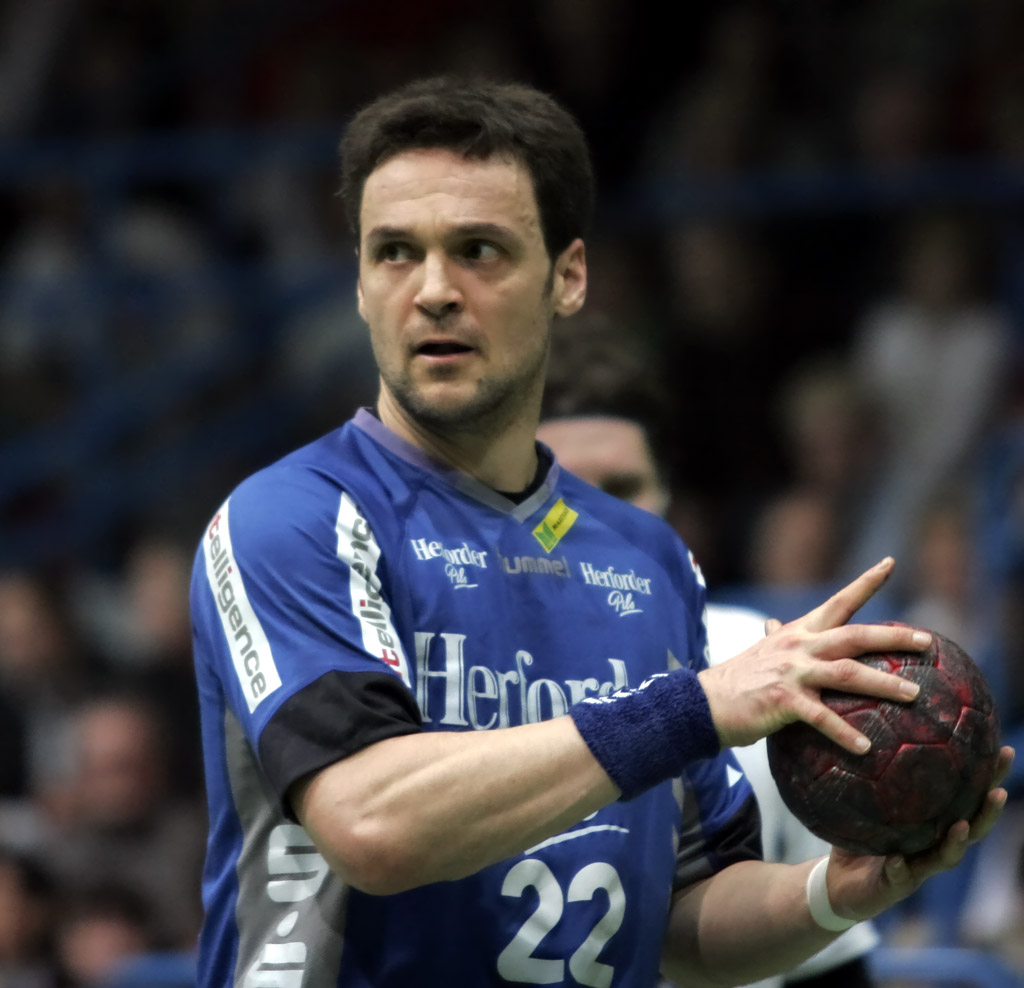
Markus Baur im März 2007

- Handballer des Jahres 2000 und 2002
- Vizeeuropameister 2002
- DHB-Pokalsieger 1994 und 2002
- Vizeweltmeister 2003
- Deutscher Meister 2003
- Europameister 2004 in Slowenien
- Silber bei den Olympischen Spielen in Athen 2004
- EHF-Pokalsieger 2006
- Weltmeister 2007 bei der WM in Deutschland
- Vierter bei der Handball-Europameisterschaft 2008 in Norwegen

als Trainer
- Schweizer Meister 2014, 2015
- Schweizer Cup-Sieger 2014

## Bundesligabilanz als Spieler
| Saison    | Verein               | Spielklasse | Spiele | Tore | 7-Meter | Feldtore |
| --------- | -------------------- | ----------- | ------ | ---- | ------- | -------- |
| 1993–1997 | SG Wallau/Massenheim | Bundesliga  | 111    | 0247 | 024     | 0223     |
| 1997/98   | TV Niederwürzbach    | Bundesliga  | 026    | 0064 | 005     | 0059     |
| 1998–2001 | HSG Wetzlar          | Bundesliga  | 101    | 0524 | 201     | 0323     |
| 2001–2008 | TBV Lemgo            | Bundesliga  | 172    | 0771 | 352     | 0419     |
| 1993–2008 | gesamt               | Bundesliga  | 410    | 1606 | 582     | 1024     |

## Bundesligabilanz als Trainer
| Saison  | Verein         | Platz | Spiele | S  | U | N  | Tore     | Diff. | Punkte |
| ------- | -------------- | ----- | ------ | -- | - | -- | -------- | ----- | ------ |
| 2007/08 | TBV Lemgo      | 8     | 15     | 7  | 1 | 7  | 471:458  | 13    | 15:15  |
| 2008/09 | TBV Lemgo      | 4     | 34     | 23 | 1 | 10 | 1032:930 | 102   | 47:21  |
| 2010/11 | TuS N-Lübbecke | 12    | 34     | 10 | 4 | 20 | 950:991  | −41   | 24:44  |